# جنا هلستروم
جنا هلستروم (انگلیسی: Jenna Hellstrom؛ زادهٔ ۲ آوریل ۱۹۹۵) بازیکن فوتبال اهل کانادا است.
از باشگاه‌هایی که در آن بازی کرده‌است می‌توان به باشگاه فوتبال روزنگرد اشاره کرد.
وی همچنین در تیم ملی فوتبال زنان کانادا بازی کرده‌است.